# Confederació de Futbol d'Oceania
La Confederació de Futbol d'Oceania és una de les sis confederacions que formen part de la FIFA. És l'encarregada de promoure el futbol i organitzar competicions al continent oceànic.
Entre les competicions que organitza destaquen la Copa de Nacions de l'OFC i la Lliga de Campions de l'OFC.

## Història
Es formà l'any 1966 amb només tres membres Austràlia, Nova Zelanda i Fiji. L'any 2004, amb la incorporació de Nova Caledònia l'associació arribà als dotze membres. En els seus inicis estigué lligada a la Confederació Asiàtica de Futbol, ja que entre 1966 i 1982 els clubs d'Oceania disputaven la fase de classificació del Mundial de futbol integrats en l'estructura asiàtica. Des del 1986 el campió d'Oceania disputa una eliminatòria intercontinental per decidir el seu accés al Mundial de Futbol. L'any 1996 obtingué el reconeixement definitiu de la FIFA, entrant a l'executiva de l'organisme. L'1 de gener del 2006, Austràlia abandonà la OFC per ingressar a la més competitiva Confederació Asiàtica de Futbol .

## Membres de l'OFC
L'OFC l'integren onze federacions membres de ple dret i dos membres associats. Aquests dos membres associats no estan afiliats a la FIFA.
Notes
1. ↑  Territori no incorporat dels Estats Units
2. ↑  Estat associat amb Nova Zelanda
3. 1 2  Col·lectivitat de França

### Antics membres
- Austràlia (1966-1972, 1978-2006)[2]
- Xina Taipei (1976-1978, 1982-1989)
- Illes Mariannes Septentrionals (membre associat, 1998-2009)[3]
- Niue (membre associat, 2006-2021)[4]

## Classificats de l'OFC per a les Copes del Món
- 1930 a 1970 — cap
- 1974 — Austràlia
- 1978 — cap
- 1982 — Nova Zelanda
- 1986 a 2002 — cap
- 2006 — Austràlia
- 2010 — Nova Zelanda
- 2014 —

### Rànquing de participacions en les Copes del Món
- 2:  Austràlia i  Nova Zelanda

## Classificats de l'OFC per a les Copes Confederacions
- 1992 a 1995 — cap
- 1997 —  Austràlia
- 1999 —  Nova Zelanda
- 2001 —  Austràlia
- 2003 —  Nova Zelanda
- 2005 —  Austràlia
- 2009 —  Nova Zelanda
- 2013 —  Tahití

### Rànquing de participacions en les Copes Confederacions
- 3:  Austràlia i  Nova Zelanda
- 1:  Tahití

## Copa de Nacions de l'OFC
| Any          | Amfitrió          | Final          | Final              | Final               | Partit per tercer lloc      | Partit per tercer lloc       | Partit per tercer lloc      |
| Any          | Amfitrió          | Guanyador      | Marcador           | Segon               | Tercer                      | Marcador                     | Quart                       |
| ------------ | ----------------- | -------------- | ------------------ | ------------------- | --------------------------- | ---------------------------- | --------------------------- |
| 1973 Detalls | Nova Zelanda      | Nova Zelanda   | 2–0                | Tahití              | Nova Caledònia              | 2–1                          | Noves Hèbrides              |
| 1980 Detalls | Nova Caledònia    | Austràlia      | 4–2                | Tahití              | Nova Caledònia              | 2–1                          | Fiji                        |
| 1996 Detalls | (sense amfitrió)  | Austràlia      | 6–0 5–0            | Tahití              | Nova Zelanda Salomó         | (sistema de lliga amb final) |                             |
| 1998 Detalls | Austràlia         | Nova Zelanda   | 1–0                | Austràlia           | Fiji                        | 4–2                          | Tahití                      |
| 2000 Detalls | Tahití            | Austràlia      | 2–0                | Nova Zelanda        | Salomó                      | 2–1                          | Vanuatu                     |
| 2002 Detalls | Nova Zelanda      | Nova Zelanda   | 1–0                | Austràlia           | Tahití                      | 1–0                          | Vanuatu                     |
| 2004 Detalls | Austràlia         | Austràlia      | 5–1 6–0            | Salomó              | Nova Zelanda                | (sistema de lliga)           | Fiji                        |
| 2008 Detalls | (sense amfitrió)  | Nova Zelanda   | (sistema de lliga) | Nova Caledònia      | Fiji                        | (sistema de lliga)           | Vanuatu                     |
| 2012 Detalls | Salomó            | Tahití         | 1–0                | Nova Caledònia      | Nova Zelanda                | 4–3                          | Salomó                      |
| 2016 Detalls | Papua Nova Guinea | · Nova Zelanda | 0-0 4-2 (p)        | · Papua Nova Guinea | · Nova Caledònia i · Salomó | · Nova Caledònia i · Salomó  | · Nova Caledònia i · Salomó |
| 2020 Detalls | Nova Zelanda      | Cancel·lat     | Cancel·lat         | Cancel·lat          | Cancel·lat                  | Cancel·lat                   | Cancel·lat                  |

## Torneig Preolímpic de l'OFC
| Any          | Amfitrió               | Final        | Final              | Final        | Partit per tercer lloc | Partit per tercer lloc       | Partit per tercer lloc |
| Any          | Amfitrió               | Guanyador    | Marcador           | Segon        | Tercer                 | Marcador                     | Quart                  |
| ------------ | ---------------------- | ------------ | ------------------ | ------------ | ---------------------- | ---------------------------- | ---------------------- |
| 1992 Detalls | Fiji                   | Austràlia    |                    | Nova Zelanda | Fiji                   |                              | Papua Nova Guinea      |
| 1996 Detalls | Austràlia              | Austràlia    |                    | Nova Zelanda | Fiji                   |                              | Salomó                 |
| 1999 Detalls | Nova Zelanda           | Nova Zelanda | 4–1                | Salomó       | Fiji                   | 3–0                          | Papua Nova Guinea      |
| 2004 Detalls | Austràlia Nova Zelanda | Austràlia    | 2–0 1–1            | Nova Zelanda | Vanuatu                | (sistema de lliga amb final) | Fiji                   |
| 2008 Detalls | Fiji                   | Nova Zelanda | (sistema de lliga) | Salomó       | Fiji                   | (sistema de lliga)           | Papua Nova Guinea      |
| 2012 Detalls | Nova Zelanda           | Nova Zelanda | 1–0                | Fiji         | Vanuatu                | 1–0                          | Papua Nova Guinea      |
| 2016 Detalls |                        |              |                    |              |                        |                              |                        |

## Campionat Sub-20 de l'OFC
| Any          | Amfitrió                  | Guanyador    | Segon          | Tercer                         | Quart                          |
| ------------ | ------------------------- | ------------ | -------------- | ------------------------------ | ------------------------------ |
| 1974 Detalls | Tahití                    | Tahití       | Nova Zelanda   | Noves Hèbrides                 | Nova Caledònia                 |
| 1978 Detalls | Nova Zelanda              | Austràlia    | Fiji           | Nova Zelanda                   | Papua Nova Guinea              |
| 1980 Detalls | Fiji                      | Nova Zelanda | Austràlia      | Fiji                           | Nova Caledònia                 |
| 1982 Detalls | Papua Nova Guinea         | Austràlia    | Nova Zelanda   | Fiji                           | Papua Nova Guinea              |
| 1985 Detalls | Austràlia                 | Austràlia    | Israel         | Nova Zelanda                   | Taipei                         |
| 1986 Detalls | Nova Zelanda              | Austràlia    | Israel         | Nova Zelanda                   | Taipei                         |
| 1988 Detalls | Fiji                      | Austràlia    | Nova Zelanda   | Taipei                         | Fiji                           |
| 1990 Detalls | Fiji                      | Austràlia    | Nova Zelanda   | Vanuatu                        | Tahití                         |
| 1992 Detalls | Tahití                    | Nova Zelanda | Tahití         | Fiji                           | Vanuatu                        |
| 1994 Detalls | Fiji                      | Austràlia    | Nova Zelanda   | Salomó                         | Vanuatu                        |
| 1997 Detalls | Tahití                    | Austràlia    | Nova Zelanda   | Fiji                           | Tahití                         |
| 1998 Detalls | Samoa                     | Austràlia    | Fiji           | Nova Zelanda                   | Salomó                         |
| 2001 Detalls | Nova Caledònia Illes Cook | Austràlia    | Nova Zelanda   | (sense partit per tercer lloc) | (sense partit per tercer lloc) |
| 2002 Detalls | Vanuatu Fiji              | Austràlia    | Fiji           | (sense partit per tercer lloc) | (sense partit per tercer lloc) |
| 2005 Detalls | Salomó                    | Austràlia    | Salomó         | Vanuatu                        | Fiji                           |
| 2007 Detalls | Nova Zelanda              | Nova Zelanda | Fiji           | Salomó                         | Nova Caledònia                 |
| 2008 Detalls | Tahití                    | Tahití       | Nova Caledònia | Nova Zelanda                   | Fiji                           |
| 2011 Detalls | Nova Zelanda              | Nova Zelanda | Salomó         | Vanuatu                        | Fiji                           |
| 2013 Detalls | Fiji                      |              |                |                                |                                |

## Campionat Sub-17 de l'OFC
| Any          | Amfitrió                       | Guanyador    | Segon          | Tercer                         | Quart                          |
| ------------ | ------------------------------ | ------------ | -------------- | ------------------------------ | ------------------------------ |
| 1983 Detalls | Nova Zelanda                   | Austràlia    | Nova Zelanda   | Taipei                         | Nova Caledònia                 |
| 1986 Detalls | Taiwan                         | Austràlia    | Nova Zelanda   | Taipei                         | Papua Nova Guinea              |
| 1989 Detalls | Austràlia                      | Austràlia    | Nova Zelanda   | Taipei                         | Fiji                           |
| 1991 Detalls | Nova Zelanda                   | Austràlia    | Nova Zelanda   | Fiji                           | (sense quart lloc)             |
| 1993 Detalls | Nova Zelanda                   | Austràlia    | Salomó         | (sense partit per tercer lloc) | (sense partit per tercer lloc) |
| 1995 Detalls | Vanuatu                        | Austràlia    | Nova Zelanda   | Vanuatu                        | Salomó                         |
| 1997 Detalls | Nova Zelanda                   | Nova Zelanda | Austràlia      | Salomó                         | Fiji                           |
| 1999 Detalls | Fiji                           | Austràlia    | Fiji           | Salomó                         | Nova Caledònia                 |
| 2001 Detalls | Samoa Vanuatu                  | Austràlia    | Nova Zelanda   | (sense partit per tercer lloc) | (sense partit per tercer lloc) |
| 2003 Detalls | Samoa Nord-americana Austràlia | Austràlia    | Nova Caledònia | (sense partit per tercer lloc) | (sense partit per tercer lloc) |
| 2005 Detalls | Nova Caledònia                 | Austràlia    | Vanuatu        | Salomó                         | Nova Caledònia                 |
| 2007 Detalls | Tahití                         | Nova Zelanda | Tahití         | Fiji                           | Nova Caledònia                 |
| 2009 Detalls | Nova Zelanda                   | Nova Zelanda | Tahití         | Nova Caledònia                 | Vanuatu                        |
| 2011 Detalls | Nova Zelanda                   | Nova Zelanda | Tahití         | Salomó                         | Vanuatu                        |
| 2013 Detalls | Vanuatu                        |              |                |                                |                                |